# Антипатр I
Антипа́тр I или Антипатр II (др.-греч. Ἀντίπατρος) — царь Македонии 297—294 годов до н. э.
Антипатр родился в семье царя Македонии Кассандра и дочери Филиппа II, сестры Александра Македонского, Фессалоники. На момент смерти отца и старшего брата Антипатр был несовершеннолетним. Регентом при Антипатре и его младшем брате Александре V стала их мать Фессалоника. Вскоре после достижения совершеннолетия Антипатр убил Фессалонику. Его брат был вынужден обратиться за помощью к соседям — эпирскому царю Пирру и военачальнику Деметрию Полиоркету. Они хоть и помогли изгнать Антипатра, однако вместо того, чтобы посадить на престол Александра, реализовали свои властные амбиции за счёт Македонии — Пирр получил часть западно-македонских территорий, а Деметрий стал македонским царём.
Антипатр был изгнан и некоторое время проживал при дворе своего тестя Лисимаха. Впоследствии, в 287 году до н. э., Лисимах приказал убить зятя. По одной версии, Лисимаху надоели его упрёки; по другой, Антипатр мешал Лисимаху реализовать его амбиции занять македонский трон.

## Происхождение. Царствование
Антипатр родился около 313 года до н. э. в семье македонского царя Кассандра и дочери Филиппа II Фессалоники. Антипатр был одним из трёх сыновей македонского царя. Старший брат Антипатра Филипп наследовал трон после смерти Кассандра в 297 году до н. э. Несмотря на свой юный возраст (на момент воцарения он едва достиг совершеннолетия), Филипп умер осенью 297 года до н. э. через четыре месяца после смерти отца от чахотки.
После смерти Филиппа македонскими царями-соправителями стали несовершеннолетние Антипатр и его брат Александр. Дедом Антипатра был знаменитый военачальник Филиппа II и Александра Македонского Антипатр. Он, хоть никогда и не был царём, фактически руководил Македонией от начала Восточного похода Александра Македонского в 334 году до н. э. до своей смерти в 320/319 году до н. э. В связи с этим Антипатра, сына Кассандра, в историографии могут называть как Антипатром I, так и Антипатром II. 
Согласно Павсанию и Плутарху, Александр был старшим из двух братьев, Порфирию — младшим. Ещё по одной версии авторства Э. Карни, Антипатр и Александр были близнецами. Дальнейшее развитие событий, по мнению К. Ю. Белоха, предполагает старшинство Антипатра. Вопрос о том, являлось ли царствование братьев соправлением, или речь шла о географическом разделе государства на две части, остаётся открытым. Согласно предположению А. С. Шофмана, Антипатр получил в управление восточную часть государства, а Александр — западную. Также дискутабельной является роль матери Антипатра и Александра Фессалоники при юных царях. Р. М. Эррингтон отмечал, что античные источники не называют Фессалонику регентом, однако предполагают такой статус. Историк подчёркивал, что распределение власти между двумя неспособными править царями при регенте, хоть и выглядит необычно повторяет ситуацию в Македонской империи после 323 года до н. э., когда после смерти Александра Македонского формальными царями стали младенец Александр и недееспособный Филипп III Арридей, регентом при которых назначили военачальника Пердикку. Возможно, Фессалоника была опекуном своих сыновей; возможно, её требования о беспрекословном повиновении собственной власти привели к расколу при царском дворе. Ещё по одной версии, она стремилась обеспечить престол младшему сыну Александру в ущерб Антипатру.
Антипатр, предположительно между 297 и 294 годами до н. э., женился на своей двоюродной сестре, дочери диадоха Лисимаха, Эвридике. В источниках нет информации об их потомстве. На этом основании Д. Огден предположил, что, возможно, брак Антипатра и Эвридики был бездетным. В изложении Юстина, Антипатр, вскоре после того как стал совершеннолетним, убил свою мать, так как заподозрил её в большей симпатии к брату. Фессалоника безуспешно вымаливала у сына жизнь, «заклиная его грудью матери, его вскормившей». Это преступление македоняне восприняли как особо тяжкое, так как со стороны Фессалоники к Антипатру не было какого-либо вероломства. Согласно Плутарху, брат Антипатра Александр был изгнан. Э. Карни отмечала, что с точки зрения борьбы за власть и политических мотивов убийство Фессалоники с последующим изгнанием брата-соправителя не выглядит рациональным. На этом основании историк предположила, что убийство не было запланировано, а могло произойти вследствие семейной ссоры, когда Антипатр находился в состоянии аффекта.

## Борьба за власть в Македонии
Александр обратился за помощью к эпирскому царю Пирру и военачальнику Деметрию Полиоркету. Взамен за помощь в восстановлении Александра на престоле, Пирр потребовал от него территориальных уступок. Согласно Плутарху, он захватил македонские Паравею и Тимфею, а также подконтрольные македонянам Амбракию, Акарнанию и Амфилохию, где поставил свои гарнизоны, после чего «отобрал у Антипатра остальные владения», которые вернул Александру. Плутарх передаёт легенду о встрече Пирра, Антипатра и Лисимаха. Согласно ей, Антипатр обратился за помощью к своему тестю Лисимаху. Лисимах, хоть и хотел помочь зятю, был занят войной с гетами и не мог противостоять войску эпирского царя. Тогда он отправил Пирру подложное письмо от имени Птолемея с требованием прекратить войну с Антипатром, взяв у того тридцать талантов. Согласно Плутарху, Пирр понял, что письмо подложное, так как вместо обычного обращения «Отец приветствует сына» там стояло «Царь Птолемей приветствует царя Пирра». Однако он встретился с Лисимахом и Антипатром и был готов заключить мир, но неблагоприятные знаки во время жертвоприношения, которые прорицатель трактовал как близкую смерть одного из царей, заставили Пирра отказаться от принесения клятв, скреплявших любой договор.

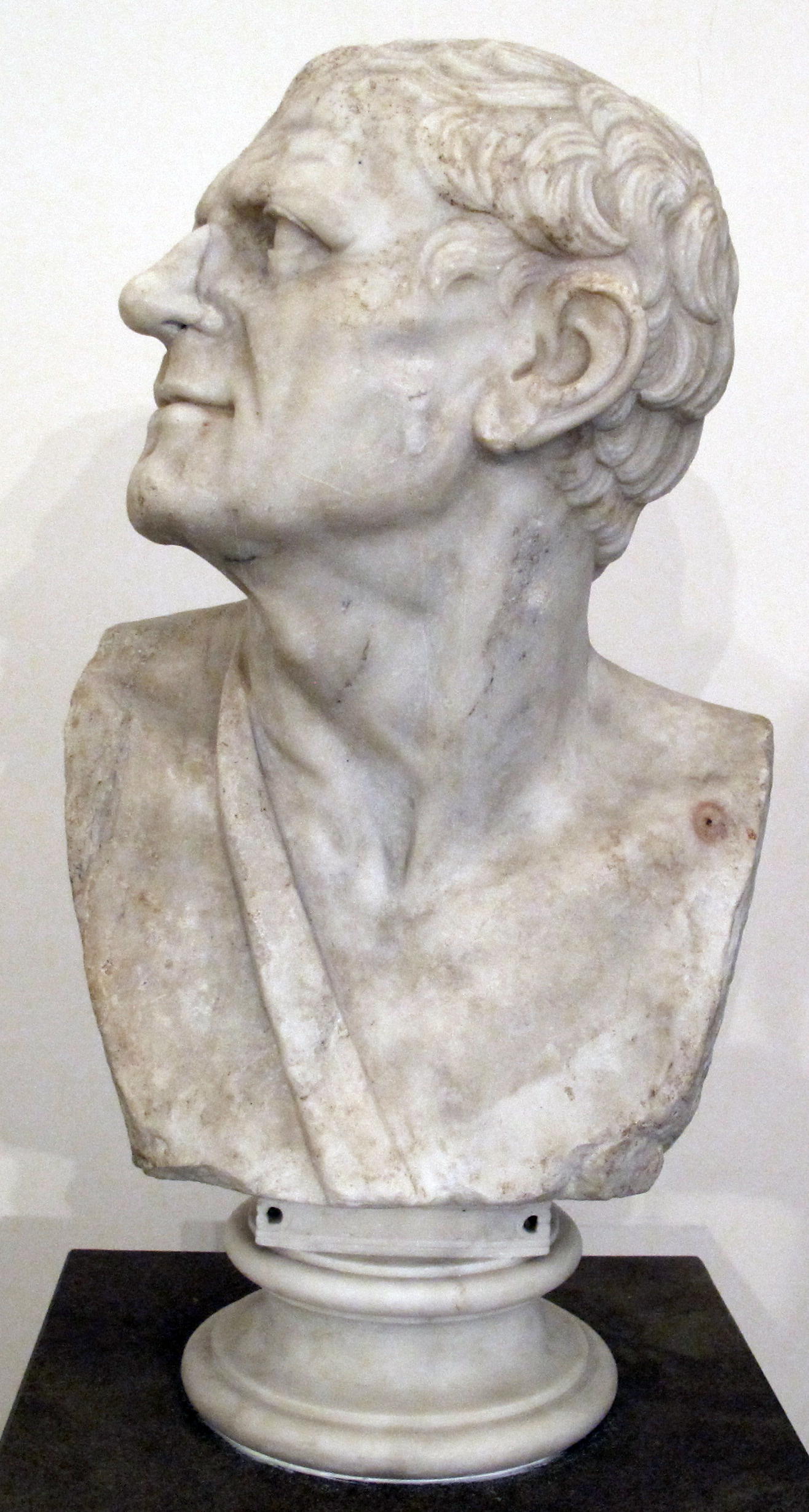
Антипатр был убит по приказу своего тестя царя Лисимаха.
Римская копия эпохи Октавиана Августа бюста Лисимаха с греческого оригинала. Национальный археологический музей, Неаполь, Италия

Согласно античным источникам, Деметрий Полиоркет прибыл со своими войсками, когда Александр уже в нём не нуждался. По образному выражению Павсания, с помощью Деметрия Александр не только изгнал брата-матереубийцу, «но оказалось, что в Деметрии он нашёл себе убийцу, а не союзника». После убийства Александра Деметрий захватил власть в Македонии. После утверждения он потребовал те восточные части Македонии, которые оставались под властью Антипатра и/или его тестя Лисимаха. В изложении Юстина, «Лисимах, который … вёл тяжёлую войну с фракийским царём Дромихетом, чтобы ему не пришлось одновременно воевать и с Деметрием, уступил Деметрию ту часть Македонии, которой ранее правил зять его Антипатр, и заключил с Деметрием мир».
Н. Хаммонд привёл собственную реконструкцию событий. По мнению историка, Пирр получил от Александра большие территории и помог ему утвердиться в западной части Македонии. При его содействии, которое стоило Антипатру больших денег, между братьями был заключён мирный договор. Через некоторое время Деметрий Полиоркет без особых трудностей захватил владения Александра, объявил себя царём Македонии, после чего ультимативно потребовал у Лисимаха не препятствовать ему захватить владения Антипатра и воссоединить Македонию. Лисимах, который вёл тяжёлую войну с гетами, был вынужден согласиться с тем, что его зять потерял остатки своих владений. Д. Ромм предположил, что Антипатр после ухода войск Пирра с помощью Лисимаха вернул себе власть. По мнению историка, он мог договориться с братом о возобновлении соправления, после чего Деметрий убил Александра, захватил Македонию и заставил Антипатра вновь бежать к Лисимаху.

## В изгнании. Гибель
Некоторое время Антипатр с супругой жил при дворе своего тестя. Он не терял надежды вернуть себе престол. Возможно, у него существовали некие договорённости с тестем по этому поводу. Возврат Антипатра к власти в Македонии также соответствовал интересам царя Египта Птолемея, который давно враждовал Деметрия Полиоркета. Антипатриды, к которым принадлежал Антипатр I, были достаточно влиятельной силой при дворе египетского царя. Одной из жён Птолемея была тётя Антипатра I Эвридика I, а её дети являлись потенциальными наследниками престола.
В 288—287 годах до н. э. Лисимах в союзе с Пирром без особого труда изгнали Деметрия Полиоркета, после чего разделили между собой Македонию. Лисимах не восстановил Антипатра I на престоле, а присоединил македонские земли к своим владениям.
В изложении Юстина, «Лисимах убил своего зятя Антипатра, который обвинял тестя в том, что вследствие его коварства он потерял македонский царский престол; свою дочь Эвридику, которая поддерживала эти обвинения, Лисимах заключил в темницу». Павел Орозий утверждал, что речь шла о неудавшемся заговоре против Лисимаха. Диодор Сицилийский ошибочно назвал убийцей Антипатра I Деметрия Полиоркета.
Современные историки отмечают, что к тому времени Лисимах уже и сам обладал амбициями занять македонский престол. Если вначале он и мог предполагать какую-либо потенциальную пользу от Антипатра, то впоследствии бывший македонский царь стал для него обузой. Легитимный македонский царь при дворе Лисимаха не давал ему возможности реализовать свои далекоидущие планы. В связи с этим он использовал первую возможность для устранения Антипатра.
Со смертью Антипатра I род Антипатридов сошёл с политической арены Средиземноморья. Это, возможно, повлекло за собой ссылку супруги Птолемея Эвридики и назначение престолонаследником не старшего сына, а младшего от другой жены.

### Исследования
- Киляшова К. А. Политическая роль женщин при дворе македонских царей династии Аргеадов. Диссертация на соискание учёной степени кандидата исторических наук / Научный руководитель доктор исторических наук, профессор Э. В. Рунг. — Казань: Казанский (Приволжский) федеральный университет, 2018.
- Познанський Є. В. Александрійський відголос на вбивство Антіпатра І (укр.) // Сходознавство. — 2017. — № 77. — С. 75—87.
- Светлов Р. В. Пирр и военная история его времени. — СПб.: Изд-во С.-Петерб. ун-та, 2006. — 355 с. — ISBN 5-288-03892-9.
- Шофман А. С. Распад империи Александра Македонского / Печатается по постановлению редакционно-издательского совета Казанского университета. Отв. редактор В. Д. Жигунин. — Казань: Издательство Казанского университета, 1984.
- Carney E. D. Women and Monarchy in Macedonia (англ.). — Norman: University of Oklahoma Press, 2000. — ISBN 0-8061-3212-4.
- Errington R. M.[англ.]. A History of Macedonia (англ.). — Berkeley; Los Angeles; Oxford: University of California Press, 1990. — ISBN 0-520-06319-8.
- Grainger J. D. Antipater’s Dynasty (англ.). — Yorkshire; Philadelphia: Pen & Sword Military, 2019. — 271 p. — ISBN 978-1-52673-088-6.
- Hammond N. G. L., Griffith G. T., Walbank F. W. A History of Macedonia (англ.). — Oxford: Clarendon Press, 1988. — Vol. III: 336-167 B.C.. — ISBN 0-l9-814814-1.
- Heckel W. Who's Who in the Age of Alexander and his Successors. From Chaironea to Ipsos (338—301 BC) (англ.). — Barnsley: Greenhill Books, 2021. — 554 p. — ISBN 978-1-78438-648-1.
- Kaerst J[нем.]. Antipatros 13 // Paulys Realencyclopädie der classischen Altertumswissenschaft :  [нем.] / Georg Wissowa. — Stuttgart : J. B. Metzler’sche Verlagsbuchhandlung, 1894. — Bd. I,2. — Kol. 2508—2509.
- Lund H. S. Lysimachus. A study in early Hellenistic kingship (англ.). — L.; New York: Routledge, 2002. — ISBN 0-203-20684-3.
- Ogden D. Polygamy, Prostitutes and Death the Hellenistic Dynasties (англ.). — London: Duckworth&Co Ltd., 1999. — ISBN 0715629301.
- Romm J. Demetrius Sacker of Cities (англ.). — New Haven & London: Yale University Press, 2022. — ISBN 978-0-300-25907-0.
- Willrich H. Dromichaites 1 // Paulys Realencyclopädie der classischen Altertumswissenschaft :  [нем.] / Georg Wissowa. — Stuttgart : J. B. Metzler’sche Verlagsbuchhandlung, 1905. — Bd. V,2. — Kol. 1715.
- Willrich H. Eurydike 18 // Paulys Realencyclopädie der classischen Altertumswissenschaft :  [нем.] / Georg Wissowa. — Stuttgart : J. B. Metzler’sche Verlagsbuchhandlung, 1907. — Bd. VI,1. — Kol. 1327.